# Tarek Mostafa
Tarek Mostafa (in arabo طارق مصطفى‎?; Imbaba, 1º aprile 1971) è un allenatore di calcio ed ex calciatore egiziano, di ruolo centrocampista.

## Carriera

### Club
Ha giocato nel campionato egiziano e turco.

### Nazionale
Con la maglia della Nazionale egiziana ha collezionato 27 presenze e ha conquistato, nel 1998, la Coppa d'Africa.

## Palmarès

### Giocatore

#### Club

##### Competizioni nazionali
- Coppa d'Egitto: 1

Zamalek: 1998-1999

##### Competizioni internazionali
- CAF Champions League: 1

Zamalek: 1996
- Supercoppa CAF: 1

Zamalek: 1997
- Coppa dei Campioni afro-asiatica: 1

Zamalek: 1997

#### Nazionale
- Coppa d'Africa: 1

1998